# Кожен із нас — Президент
«Кожен із нас — Президент» — книжка Юлії Мендель, прессекретаря президента України Володимира Зеленського, видана в 2021 році харківським видавництвом «Клуб Сімейного Дозвілля».

## Про книжку

### Передісторія
8 липня 2021 року Юлія Мендель опублікувала фото обкладинки своєї книжки «Кожен із нас — Президент». Назва книжки — політичний афоризм, який використовувався Володимиром Зеленським у інавгураційній промові президента України.
Виданням книжки займалося харківське видавництво Книжковий Клуб «Клуб Сімейного Дозвілля», видана двома мовами: українською та російською. Книжка має 288 сторінок, вона видана у твердій палітурці форматом 135х205 мм.
27 липня Юлія Мендель відправила свою книжку прессекретарю президента Росії Володимира Путіна Дмитру Пєскову. Своє рішення вона мотивувала тим, що в її творі є «позиції, які важливо знати про Україну».  У відповідь, Пєсков пообіцяв ознайомитися з книжкою Мендель.

### Зміст
За словами Юлії Мендель, книжка присвячена українській політиці, роботі прессекретарем президента і містить «деякі інсайди ухвалених рішень». Основною темою книжки Мендель називає «самоідентифікацію українців як нації».
Мендель також додала, що пише в ній «про деякі процеси ухвалення рішень, їх обґрунтування», а також, що у книзі «є фактаж про геополітичні питання і санкційну політку». У книзі порушуються питання давніх проблем і суспільних травм;  містить «деякі внутрішні політичні кулуарні моменти, які можуть змусити людей змінити погляд на когось чи щось у політиці.

## Реакція критики
Книжка Юлії Мендель викликала бурхливу реакцію в соціальних мережах. Багато українських лідерів суспільної думки відреагували на вихід книжки саркастично.
BBC News Україна зазначає, що «у своїй книзі колишня (перша - як вона сама себе називає) прессекретар президента розпікає Петра Порошенка та Андрія Богдана, вихваляє Володимира Зеленського та Андрія Єрмака, згадує «неймовірні» очі Меркель та «старість» Путіна, а також обурюється «радикальним елітам», які невдоволені політикою «мрійника» президента». Газета «Сьогодні» акцентує на тому, що Мендель «порівняла Зеленського з революцією і зробила вибір на його користь».